# Colle e Lago della Maddalena, Val Puriac
Colle e Lago della Maddalena, Val Puriac este o arie protejată (arie specială de conservare — SAC, sit de importanță comunitară — SCI) din Italia întinsă pe o suprafață de 1.834 ha, integral pe uscat.

## Localizare
Centrul sitului Colle e Lago della Maddalena, Val Puriac este situat la coordonatele 44°23′37″N 6°54′44″E / 44.393611°N 6.912222°E.

## Înființare
Situl Colle e Lago della Maddalena, Val Puriac a fost declarat sit de importanță comunitară în septembrie 1995 pentru a proteja 33 de specii de animale. Situl a fost protejat și ca arie specială de conservare în mai 2017.

## Biodiversitate
Situată în ecoregiunea alpină, aria protejată conține 23 de habitate naturale: Mlaștini alcaline, Tufărișuri subarctice cu Salix spp., Liziere de ierburi înalte hidrofile de câmpie și de nivel montan până la alpin, Pajiști alpine și subalpine calcaroase, Grohotișuri silicioase de la nivelul montan până la nivelul zăpezii (Androsacetalia alpinae și Galeopsietalia ladani), Pajiști boreale și alpine pe substrat silicios, Râuri de munte și vegetația lor lemnoasă cu Salix elaeagnos, Râuri de munte și vegetația erbacee de pe malurile acestora, Tufărișuri cu Pinus mugo și Rhododendron hirsutum (Mugo-Rhododendretum hirsuti), Formațiuni pioniere alpine de Caricion bicoloris-atrofuscae, Păduri alpine de Larix decidua și/sau Pinus cembra, Pante stâncoase silicioase cu vegetație casmofită, Fânețe montane, Păduri montane și subalpine de Pinus uncinata (* dezvoltate pe substrat gipsos sau calcaros), Grohotișuri calcaroase și de șisturi calcaroase de la nivelul montan până la nivelul alpin (Thlaspietea rotundifolii), Pajiști uscate seminaturale și facies de acoperire cu tufișuri pe substraturi calcaroase (Festuco-Brometalia) (* situri importante pentru orhidee), Pajiști cu Molinia pe soluri calcaroase, turboase sau argilos-nămoloase (Molinion caeruleae), Lacuri eutrofice naturale cu vegetație de tip Magnopotamion sau Hydrocharition, Formațiuni ierboase bogate în specii de Nardus, dezvoltate pe substraturi silicioase în zone montane (și în zone submontane, în Europa continentală), Pante stâncoase calcaroase cu vegetație casmofită, Pajiști alpine și boreale, Ape puternic oligomezotrofe cu vegetație bentonică cu Chara spp., Grohotișuri termofile și vest-mediteraneene.
La baza desemnării sitului se află mai multe specii protejate:
- păsări (31): ciocârlie-de-câmp (Alauda arvensis), potârnichea de stâncă (Alectoris graeca saxatilis), fâsă de pădure (Anthus trivialis), lăstunul mare (Apus apus), acvilă de munte (Aquila chrysaetos), buha (Bubo bubo), șerpar (Circaetus gallicus), erete de stuf (Circus aeruginosus), porumbel gulerat (Columba palumbus), cioară neagră (Corvus corone), prepeliță (Coturnix coturnix), cuc (Cuculus canorus), lăstun de casă (Delichon urbicum), ciocănitoare neagră (Dryocopus martius), presură de grădină (Emberiza hortulana), Eudromias morinellus, șoim de iarnă (Falco columbarius), zăgan (Gypaetus barbatus), vulturul pleșuv sur (Gyps fulvus), Lagopus muta helvetica, sfrâncioc roșiatic (Lanius collurio), Lyrurus tetrix tetrix, mierlă de piatră (Monticola saxatilis), pietrar sur (Oenanthe oenanthe), vultur pescar (Pandion haliaetus), viespar (Pernis apivorus), pitulice de munte (Phylloscopus bonelli), Pyrrhocorax pyrrhocorax, mărăcinar (Saxicola rubetra), sturz (Turdus pilaris), sturzul de vâsc (Turdus viscivorus)
- mamifere (1): lupul (Canis lupus)
- nevertebrate (1): fluturele auriu (Euphydryas aurinia)

Pe lângă speciile protejate, pe teritoriul sitului au mai fost identificate 101 specii de plante, 17 specii de păsări, 1 specie de amfibieni, 10 specii de mamifere, 15 specii de nevertebrate, 4 specii de reptile.